# سكوت موراي (لاعب اتحاد الرغبي)
سكوت موراي (بالإنجليزية: Scott Murray)‏ (و. 1976  م) هو لاعب اتحاد الرغبي اسكتلندي، مركز لعبه هو ساد ‏.

## التعليم
تعلم في Preston Lodge High School ‏.

## روابط خارجية
- سكوت موراي عل موقع إسبنسكروم (الإنجليزية)
- سكوت موراي على موقع ItsRugby.co.uk (الإنجليزية)